# Spirale de rétrécissement du commerce
La spirale de rétrécissement du commerce illustre la période de ralentissement de la croissance lors de la Grande Dépression. Les gouvernements des pays riches tentèrent d'exporter
leur chômage en imposant des barrières au commerce, tarifaires et non tarifaires. Tous les partenaires commerciaux ont adopté de manière réciproque ces politiques. Il en résulta une diminution progressive des échanges commerciaux.